# Naturalismo (pittura)
Per Naturalismo in pittura s'intende lo stile realistico di rappresentare il mondo visibile, in contrapposizione all'astrattismo. Naturalismo significa dipingere le cose nel modo in cui esse ci appaiono quando le osserviamo da un unico punto di vista, vale a dire, da una postazione statica. Il Cubismo introdusse invece una descrizione del mondo visibile osservato da una postazione dinamica, vale a dire, da più punti di vista successivi e contigui. L'immagine cinetica realizza la simultaneità di tutti i punti di vista.